# Biophytum cowanii
Biophytum cowanii là một loài thực vật có hoa trong họ Chua me đất. Loài này được T.Wendt mô tả khoa học đầu tiên năm 1987.